# Дорм, Эдуар Поль
Эдуар Поль Дорм (фр. Edouard Paul Dhorme; 15 января 1881 — 19 января 1966) — французский востоковед-семитолог, специализировался на истории Ассирии и древней Палестины; был профессором Французского Коллежа.
Рано осиротел и воспитывался в приёмной семье. В юности был рукоположён в католические священники, однако позднее отказался от религиозной карьеры и женился.
Получил известность как исследователь угаритских клинописных надписей из Рас-Шамры, в расшифровку которых он внёс существенный вклад. Также был автором неудачной попытки дешифровки библского письма, а также как автор оригинального перевода Библии.